# Landgericht Graudenz
Das Landgericht Graudenz war ein preußisches Gericht der ordentlichen Gerichtsbarkeit im Bezirk des Oberlandesgerichtes Marienwerder mit Sitz in Graudenz.

## Geschichte
Das königlich preußische Landgericht Graudenz wurde mit Wirkung zum 1. Oktober 1879 als eines von fünf Landgerichten im Bezirk des Oberlandesgerichtes Marienwerder gebildet. Der Sitz des Gerichtes war Graudenz. Das Landgericht war danach für die Kreise Graudenz, Marienwerder und Schwetz zuständig. Ihm waren folgende fünf Amtsgerichte zugeordnet:
| Amtsgericht              | Sitz         | Bezirk |
| ------------------------ | ------------ | --- |
| Amtsgericht Graudenz     | Graudenz     | Kreis Graudenz |
| Amtsgericht Marienwerder | Marienwerder | Kreis Marienwerder außer den Teilen, die den Amtsgerichten Mewe und Neuenburg zugeordnet waren |
| Amtsgericht Mewe         | Mewe         | aus dem Kreis Marienwerder der Stadtbezirk Mewe und die Amtsbezirke Bielsk, Brodden, Groß Falkenau, Adlig Liebenau, Neuhof, Pehsken, Warmhof und Teile der Amtsbezirke Krausenhof, Kopitkowo und Münsterwalde |
| Amtsgericht Neuenburg    | Neuenburg    | aus dem Kreis Marienwerder die Amtsbezirke Fronza, Koziellec, Osterwitt und Rinkowken und Teile der Amtsbezirke Krausenhof, Kopitkowo und Münsterwalde. Aus dem Kreis Schwetz den Stadtbezirk Neuenburg und die Amtsbezirke Bankau, Bülowsheide, Kommorsk, Konschütz, Milewo, Montau, Oschin und Markubien und Teile der Amtsbezirke Groß Lubin, Rohlau, Groß Sibsau und Hagen |
| Amtsgericht Schwetz      | Schwetz      | Kreis Schwetz außer den Teilen, die dem Amtsgericht Neuenburg zugeordnet waren |

Der  Landgerichtsbezirk  hatte 1880 zusammen 199.108 Einwohner. Am Gericht waren ein Präsident, ein Direktor und sieben Richter tätig. Aufgrund des Versailler Vertrages wurde 1919 der größte Teil des Landgerichtsbezirkes als Polnischer Korridor an Polen abgetreten. Das Landgericht wurde aufgelöst. Das Amtsgericht Marienwerder wurde vom Landgericht Graudenz zum Landgericht Elbing übertragen. Im Jahre 1939 wurde Polen deutsch besetzt, und die alte Gerichtsstruktur wurde wieder eingerichtet. Das Landgericht wurde nun dem Oberlandesgericht Danzig nachgeordnet. Damit gehörten folgende Amtsgerichte zum Landgerichtssprengel: Graudenz, Lautenburg, Löbau, Mewe, Neuenburg, Neumark, Schwetz und Strasburg. Das Landgericht Marienwerder wurde mit Wirkung zum 1. Januar 1943 als siebtes Landgerichten im Bezirk des Oberlandesgerichtes Danzig gebildet. Das Landgericht Elbing gab das Amtsgericht Marienwerder an das neue Landgericht ab.
Im Jahre 1945 wurde der Landgerichtsbezirk unter polnische Verwaltung gestellt, und die deutschen Einwohner wurden vertrieben. Damit endete auch die Geschichte des Landgerichtes Graudenz und seiner Amtsgerichte.